# Concordia-Preis
Der Concordia-Preis ist ein Publizistikpreis, der seit 1998 einmal jährlich vom Presseclub Concordia für hervorragende publizistische Leistungen für Menschenrechte, Demokratie und insbesondere Presse- und Informationsfreiheit vergeben wird. Die ausgezeichneten Werke müssen in Österreich erschienen sein oder einen engen Bezug zu Österreich haben.
Der Publizistikpreis wird in den Kategorien Menschenrechte (gestiftet von der Bank Austria, dotiert mit 4.000 €) und Pressefreiheit (gestiftet von der gemeinnützigen Privatstiftung Dr. Strohmayer, dotiert mit 5.000 €) vergeben. Hinzu kommt ein undotierter Ehrenpreis, der für das Lebenswerk vergeben wird. Die Ausschreibung für den Concordia-Preis erfolgt im Spätherbst – letzter Einreichungstag (Poststempel) ist jeweils der 31. Jänner des darauffolgenden Jahres. Die Auszeichnung für ein Jahr erfolgt immer im Frühjahr des Folgejahres. Nach einer zweijährigen Pause während der Corona-Pandemie wurde die Verleihung im Jahr 2021 wieder aufgenommen. Eine offizielle Begründung der Verleihungspause durch den Presseclub wurde nicht gegeben.
Mit Ausnahme 2017 findet die Verleihung seit 2010 im Österreichischen Parlament (beziehungsweise während dessen Sanierung zwischenzeitlich in der Wiener Hofburg) statt. Als Datum für die Preisverleihung orientiert man sich am Internationalen Tag der Pressefreiheit am dritten Mai.

## Preisträger
1998
- Ehrenpreis: George Tabori
- Pressefreiheit: Andrej Hric
- Menschenrechte: Judith Brandner

1999
- Ehrenpreis: Franz König
- Pressefreiheit: ANEM, Association of Independent Electronic Media in Yugoslavia
- Menschenrechte: Brigitte Voykowitsch

### 2000 bis 2009
2000
- Ehrenpreis: Václav Havel
- Pressefreiheit: Hans Rauscher
- Menschenrechte: Florian Klenk

2001
- Ehrenpreis: Herbert Krejci
- Pressefreiheit: Zeljko Kopanja
- Menschenrechte: Antonia Rados

2002
- Ehrenpreis: Brigitte Hamann
- Pressefreiheit: Radio Österreich International
- Menschenrechte: Projekt Augustin

2003
- Ehrenpreis: Johann P. Fritz
- Pressefreiheit: Die Furche
- Menschenrechte: Elfriede Hammerl

2004
- Ehrenpreis: Barbara Coudenhove-Kalergi
- Pressefreiheit: Armin Wolf
- Menschenrechte: Irene Brickner

2005
- Ehrenpreis: Leon Zelman, Jewish Welcome Service Vienna
- Pressefreiheit: Wiener Stadtzeitung Falter (Armin Thurnher)
- Menschenrechte: Friedrich Orter

2006
- Ehrenpreis: Oscar Bronner
- Pressefreiheit: Susanne Scholl
- Menschenrechte: Markus Müller

2007
- Ehrenpreis: Paul Flora
- Pressefreiheit: serbische Zeitung Danas
- Menschenrechte: Burkhard Bischof

2008
- Ehrenpreis: Erika Weinzierl
- Pressefreiheit: Cornelia Vospernik für ihre Berichterstattung aus China
- Menschenrechte: Mary Kreutzer und Corinna Milborn für ihr Buch „Ware Frau. Auf den Spuren moderner Sklaverei von Afrika nach Europa“
- Interkultureller Dialog: Ivana Ćućujkić[2]

2009
- Ehrenpreis: Anton Pelinka
- Pressefreiheit: Antonia Gössinger
- Menschenrechte: Sibylle Hamann, Redakteurin der Der Falter

### Ab 2010
2010
- Ehrenpreis: Hugo Portisch
- Pressefreiheit: Karim El-Gawhary
- Menschenrechte: Peter Resetarits
- Sonderpreis (für Pressefreiheit): Sihem Bensedrine

2011
- Ehrenpreis: Ágnes Heller
- Pressefreiheit: Redakteure im ORF der Zeit im Bild
- Menschenrechte: Nina Horaczek
- für sein Lebenswerk: Otto Schönherr

2012
- Pressefreiheit: Redaktion der Kleinen Zeitung Kärnten
- Menschenrechte: Barbara Gansfuß, Ö1-Redakteurin
- für sein Lebenswerk: Engelbert Washietl

2013
- Menschenrechte: Petra Ramsauer
- Pressefreiheit: Josef Barth und das Team des Forum Informationsfreiheit
- für sein Lebenswerk: Gerd Bacher

2014
- Menschenrechte: Bernt Koschuh
- Pressefreiheit: Rubina Möhring
- für ihr Lebenswerk: Freda Meissner-Blau und Hubert Feichtlbauer

2015
- Menschenrechte: Marina Delcheva
- Pressefreiheit: Dunja Mijatović
- für sein Lebenswerk: Thomas Chorherr

2016
- Menschenrechte: Edith Meinhart
- Pressefreiheit: mehr als 150 inhaftierte Journalisten in der Türkei
- für sein Lebenswerk: Peter Huemer

2017
- Menschenrechte: Nina Strasser
- Pressefreiheit: Arnd Henze
- für sein Lebenswerk: Heinz Nußbaumer

2018
- Menschenrechte: Christoph Zotter
- Pressefreiheit: Recherchenetzwerk „Europe’s Far Right“
- für ihr Lebenswerk: Elfriede Hammerl[12][13]

### Ab 2020
2021
- Pressefreiheit: Dieter Bornemann
- Menschenrechte: Robert Treichler, Emran Feroz und Sayed Jalal Shajjan (Mitarbeiter des Magazins profil)

2022
- Pressefreiheit: Martin Thür (ORF)
- Menschenrechte: Christa Zöchling (profil)
- Lebenswerk: Paul Lendvai

2023
- Pressefreiheit: Dossier.at
- Menschenrechte: andererseits für die Dokumentation Das Spendenproblem
- Ehrenpreis: Gerhard Haderer

2024
- Pressefreiheit: Colette M. Schmidt
- Menschenrechte: Nicole Kampl
- Ehrenpreis für das Lebenswerk: Anneliese Rohrer

2025
- Pressefreiheit: Barbara Tóth
- Menschenrechte: Johannes Greß und Christof Mackinger
- Ehrenpreis für das Lebenswerk: Armin Thurnher